# クォデネンツ

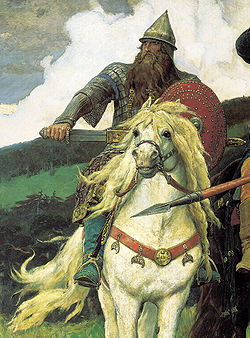
ドブリーニャ・ニキティチ。
―ヴィクトル・ヴァスネツォフ作《3人の勇士》の1人

クォデネンツ剣またはクラデニェッツ剣（меч-кладенец [mʲet͡ɕ kɫədʲɪˈnʲet͡s]）は、ロシアの伝承に登場する魔法の剣。「魔法剣」、「隠された剣」、「鋼鉄の剣」などと意訳される。
サモセクまたはサモショーク「自ずと振るわれる剣、自動剣」（ самосёк [səmɐˈsʲɵk] ）と同一視する参考書もある一方、これとは明確に区別する解説もみられる。

## 定義・語源
特定の剣を指す言葉でなく、魔剣のような定義の言葉である。マックス・ファスマー『ロシア語源辞典』（1967年）では、「ロシア民話における魔法剣」と定義しており、これに準じて「魔法剣」とも訳されている。
スラブ語で「宝、埋蔵物」等を意味する「クラド」に語源を求める意見もあるが、これには懐疑的な言語学者の数々がいるとされる。またこれに関連した「置く」という意味の「クラースチ」が語源という説明もされる。
クラデニェッツは「宝」であるため、《「隠された」宝が勇士によって発見される》というモチーフがしばしば関係し、その剣の隠し場所は壁の内、岩の下、聖樹の下などであるが、ジョージ・ヴェルナドスキーの解説では、ここから展開してクラデニェッツ剣を「隠された剣」と意訳している。
一方、歴代ロシア科学アカデミーによるロシア語辞典やロシア民話辞書系統では、クラデニェッツは「鋼鉄」を意味する「ウクラド(ニー)」という語が語源だとされてきた。これにならい「鋼鉄の剣」と意訳する英訳書もある。
また、アレクサンドル・ヴェセロフスキー（1888年）が提唱した説によれば、ボヴァ・コロレヴィッチの物語に登場する剣名グラレンツィヤまたはグラデンツィヤ（кгляренция, кгляденция )、特に後者の転訛だとしている。ロシア語のボヴァの物語は、ハンプトンのベヴィスのイタリア語版ブオーヴォ・ダントーナから翻案されたもので、元となったイタリア語の剣名はクラレンツァ（Clarença）、キアレンツァ（Chiarenza）などと綴る。 ファスマー『ロシア語源辞典』（1967年）でもこの説を記載している。
転訛としてコルニェッツ剣 (меч-колуне́ц　mech-kolunets)の表記が、ペチョリのブィリーナにみられる。

## 用例
「エルスラン・ラザレーヴィッチ」の昔話（スカズカ）にもクラデニェッツ剣は触れられている。主人公は、巨大な頭に遭遇し、燃える盾と炎の槍の帝王を倒すことができる剣は、その頭の下にあると教えられる。とともに名が挙げられている。

## サモセク
サモセク（サモショーク）「自ずと振るわれる剣、自動剣」について、ジョージ・ヴェルナドスキーは、クラデニェッツ剣と同じくロシア民話にたびたび登場する器具ではあるとしているが、クラデニェッツ剣の場合は勇士（ボガティル）が振るわなければならないものとしており、自動剣であるサモショークとは区別している。
一方、クラデニェッツ剣をサモショークと同一視する参考書として、ロシアの民話学者エレアザール・メレチンスキーが監修する神話辞典が挙げられる。その根拠は詳らかにされていないが、クラデニェッツ剣とはしばしば壁の中などに隠された剣であると解説しており、その用例に挙げている「バビロンの都の昔話」(Skazanie o Vaviloné grade Сказании о Вавилоне-граде)では、剣の持ち主ネブカドネザルは、必勝の剣サモショークを壁の内（中）に封じ込めよと命令している。作中、サモショーク剣は「アスピド＝ズメイ」（Аспид-змей。「アスプ蛇」と「竜」の意）の異名を持つが、蛇に変身することもあり、「狼男的な剣」だと解説されている。
別の文献では、サモショーク剣が聖ゲオルギオスに命じられて、タタールの帝王の首を掻く。